# Luis Dadíe
Luis Fernando Dadíe Fernández (født 17. maj 1966 i Pasaia, Spanien) er en spansk tidligere fodboldspiller (midterforsvarer).
Dadíe startede sin karriere hos Real Sociedad og vandt pokalturneringen Copa del Rey med klubben i 1987. Senere repræsenterede han også Celta Vigo og Osasuna.

## Titler
Copa del Rey
- 1987 med Real Sociedad